# Rebais
Rebais település Franciaországban, Seine-et-Marne megyében. Lakosainak száma 2291 fő (2022. január 1.). Rebais La Trétoire, Doue, Saint-Denis-lès-Rebais, Saint-Léger és Saint-Rémy-de-la-Vanne községekkel határos.

## Népesség
A település népessége az elmúlt években az alábbi módon változott:
| Lakosok száma | 2202 | 2261 | 2303 | 2288 | 2290 | 2292 | 2298 | 2289 | 2291 |
|               | 2013 | 2015 | 2016 | 2017 | 2018 | 2019 | 2020 | 2021 | 2022 |